# إيليا أودوتشا
إيليا أودوتشا أوغوستا (باللاتينية: Aelia Eudocia Augusta) واسمها الحقيقي هو أثينايس هي إمبراطورة رومانية قرينة ولدت في سنة 401 ميلادية لأسرة يونانية. والدها هو الفيلسوف والمعلم ليونيتوس والذي تلقت تعليمها منه. بعد وفاة والديها انتقلت للعيش مع عمتها في القسطنطينية، وهناك تعرفت على الإمبراطور ثيودوسيوس الثاني من خلال علاقتها بشقيقته بلخريا. أعجب الإمبراطور بها وفتن بجمالها وثقافتها فقرر الزواج بها في سنة 421. اعتنقت المسيحية بعد الزواج به. عارضت سياسة الإمبراطور في اضطهاده للوثنيين وللمسيحيين المعارضين للأرذثوكسية. حازت على شعبية كبيرة عند العامة مما أدى لغيرة بولخيريا وبولينوس قائد الجيش. أنجبت ثلاثة أبناء، عاش واحدة منهم حتى البلوغ وهي ابنتها ليسينا أودوكسيا. في سنة 443 اتهمهما الإمبراطور بخيانته مع بولينوس وقرر اعدامها، لكنه عفى عنها فيما بعد وقرر الاكتفاء بنفيها من البلاط. عاشت منفاها في القدس واحتفظت بلقب أغسطا. قام الإمبراطور فيما بعد بقطع المعونة المالية عنها بعد اتهامها بقتل أحد ضباط الجيش والذي ارسله لكي يغتال أحد حراسها. عاشت بقية حياتها في القدس ولم تتدخل في شؤون العرش مرة أخرى، وكرست حياتها هناك في بناء الكنائس، حيث بنت هناك كنيسة القديس إسطفانوس. بعد وفاة الإمبراطور ثيودوسيوس قررت التصالح مع بولخيريا. توفيت في سنة 460. وعلى الرغم من خلافها مع زوجها الإمبراطور الا أن الكنائس الأرذثوكسية تعتبرها قديسة وتحتفل بذكراها في يوم 13 أغسطس من كل سنة. كتبت عدة أشعار باللغة اليونانية وعرف عنها افتخارها بأصلها اليوناني.